# Liste der Monuments historiques in Doncourt-sur-Meuse
Die Liste der Monuments historiques in Doncourt-sur-Meuse führt die Monuments historiques in der französischen Gemeinde Doncourt-sur-Meuse auf.

## Liste der Objekte
| Bezeichnung | Beschreibung | Standort                        | Kennzeichnung | Schutzstatus | Datum | Bild |
| ----------- | --- | ------------------------------- | ------------- | ------------ | ----- | ---- |
| Pietà       | Stein, farbig gefasst und vergoldet, Anfang des 17. Jahrhunderts                                                                                     | in der Kirche St-Maurice (Lage) | PM52000411    | Classé       | 1077  |      |
| Hauptaltar  | Altartisch, Altaraufbau, Tabernakel, Exposition, Retabel und zwei Skulpturen; Holz, farbig gefasst und vergoldet, zweite Hälfte des 17. Jahrhunderts | in der Kirche St-Maurice (Lage) | PM52000410    | Classé       | 1977  |      |